# واي جي إنترتينمنت
واي جاي إنترتينمنت (هانغل: YG 엔터테인먼트) (بالإنجليزية: YG Entertainment)‏ هي شركة تسجيلات كورية جنوبية ووكالة مواهب، أسسها يانغ هيون سوك في عام 1996، وهو مغني كوري جنوبي. يقع مقرها الرئيسي في سول، كوريا الجنوبية.
في أكتوبر 2014، أصبحت واي جاي إنترتينمنت شركة الترفيه الأكثر نجاحًا في كوريا الجنوبية من حيث القيمة السوقية.
في 24 فبراير 2016، احتفلت الشركة بعيد ميلادها العشرين.

## الفنانون

### الفنانين
- جينو سين
- 1 تايم
- ماستا وو
- بيغ بانغ
- 2 إن إي1
- ساي1
- ايبيك هاي2
- لي هاي
- أكدونغ الموسيقيين
- وينر
- أي كون
- بلاكبينك
- ون

- تريجر

مغنين فرديين (من فرق)
- تي يانغ (بيغ بانغ)
- جي دراقون (بيغ بانغ)
- توب (بيغ بانغ)
- دايسونغ (بيغ بانغ)
- سينغري (بيغ بانغ)
- تابلو (ايبيك هاي)
- كانغ سونغ يون (وينر)
- لي هاي سوهيون ( أكدونغ الموسيقيين )
- كيم جيني (بلاكبينك)

#### كُتابالأغاني
- جي دراقون (بيغ بانغ) لجميع الفنانين
- توب (بيغ بانغ)
- سينغري (بيغ بانغ)
- تي يانغ (بيغ بانغ)
- ساي
- تابلو (ايبيك هاي) لجميع الفنانين
- DJ Tukutz (ايبيك هاي)
- لي تشان هيوك (أكدونغ الموسيقيين) لجميع الفنانين
- سي إل (2 إن إي1)
- كانغ سونغ يون (وينر)
- سونغ مين هو (وينر) لجميع الفنانين
- نام تاي هيون (وينر)
- بي أي (أي كون) لجميع الفنانين

روزي (بلاك بينك)
- سونغرا بارك-اميمة-(منفردة +كانت عضوة سابقة في فرقة بانغتان صونيوندان لدى بيڨهايت لابل]]

### المنتجين

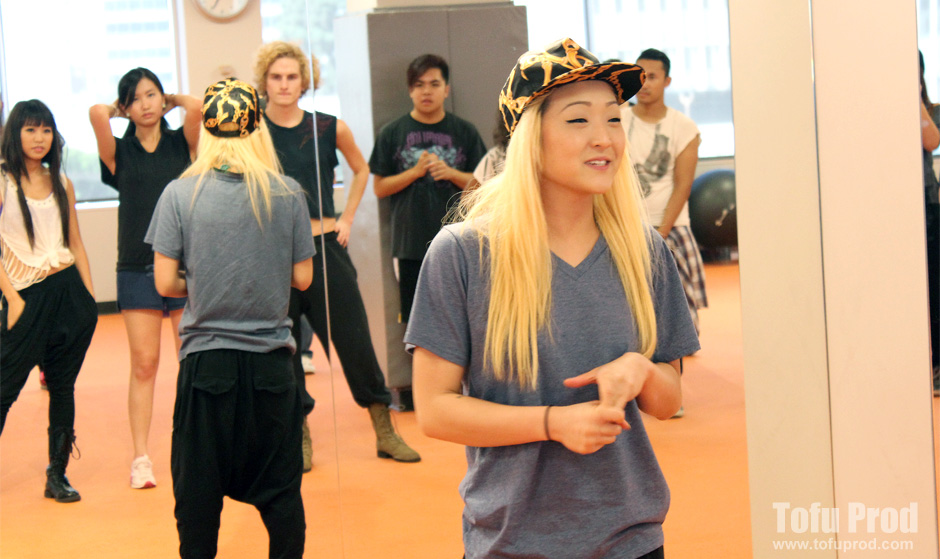
ليديا بايك

- تيدي بارك[2]
- تشويز37[3]
- بي كي (تشوي بيل كانغ)[4]
- ديب[3]
- بي جاي[5]
- بيغ تون[6]
- دي جي مورف[5]
- ليديا بايك[7]
- هام سونغ تشون[3]
- كانغ يوك جين[3]
- أير بلاي[8]
- روفين[9]
- جو سونغ هواك[10]
- سون وو جونغاه[11]

### ممثلين / ممثلات
- تشا سونغ وون
- تشوي جي وو
- توب
- ايم يي جين
- جانغ هيون سونج
- جونغ هاي يونج
- كال سو وون
- دايسونغ
- كانغ سونغ يون
- كو هي سون
- سينغري
- لي سونغ كيونغ
- لي يونغ وو
- ساندارا بارك
- يون إن نا
- جونغ تشان وو
- كيم جيسو

## مشاكل قانونية للمجموعة

### حقوق ملكية شركة فون دوتش

المقر الرئيسي السابق لشركة واي جي إنترتينمنت في سيول، والذي تشغله حاليًا شركة دا بلاك لابل

في يونيو 2004، افتتح رئيس شركة الترفيه الكورية الجنوبية «يانغ هيون-سوك» متاجر فون دوتش في حي أبغوجيونغ وهونغ داي. ولكن في ديسمبر من نفس العام، كانت ملكية العلامة التجارية فون دوتش موضوع تقاضي.
بدأ النزاع القانوني في مقر الولايات المتحدة حول ملكية فون دوتش، والمرخصة لأشخاص أخرين.
أدت الدعوى إلى إغلاق متجر الرئيس «يانغ هيون سوك». وانتهت الدعوى المرفوعة ضد فون دوتش في الولايات المتحدة.

### فضيحة ملهى الشمس الحارقة
على أعقاب فضيحة ملهى الشمس الحارقة وتبعاتها من فضائح القمار وتهم التهرب المالي التي طالت الرئيس السابق والمغني سنغري، غادر عدد من المتدربين الوكالة
تسببت الفضيحة في انخفاض أسعار أسهم وكالة واي جي إنترتينمنت إلى %4,95.

## روابط خارجية
- الموقع الرسمي